# 아시클로버
아시클로버(영어: aciclovir 또는 acyclovir ACV)는 9-(2-하이드록시에톡시메틸)구아닌에서 바이러스 세포 감염의 DNA 합성을 저해하는 항바이러스제이다. 단순 헤르페스 대상포진(帶狀疱疹) 바이러스, 수두 바이러스, 사이토메갈로 바이러스 등의 헤르페스 바이러스군에 대해서 항바이러스 작용을 지닌다. 헤르페스 뇌염이나 신생아헤르페스증, 대상포진, 성기헤르페스증에 사용되고 있다. 점적 정맥주사로 투여하는데 경구제나 연고로도 사용할 수 있다.
아시클로버는 1979년에 특허를 취득했다. 1981년에 의료 사용이 승인되었다. 세계보건기구 필수 의약품 목록에 아시클로버가 등재되어 있다. 현재 일반의약품으로 판매 가능하며, 전 세계적으로 많은 브랜드로 판매되고 있다. 아시클로버는 항바이러스 요법에서 새로운 선택의 시작이라고 여겨졌는데, 이는 세포 독성이 낮고, 선택적으로 작용하기 때문이다.
2014년부터 2016년까지 도매 비용은 경구 복용시 0.03USD에서 0.12USD였다. 미국에서 치료 과정은 25USD 미만이다. 2017년에는 미국에서 166번째로 많이 처방되는 약이었으며, 3백만개가 넘는 처방전이 있었다.

## 사용 용도
아시클로버는 주로 단순 헤르페스 대상포진(帶狀疱疹) 바이러스, 수두 바이러스 감염 치료에 사용된다.

## 유체에서 검출
아시클로버는 신기능 장애 환자의 약물 축적 상태를 모니터링하거나 급성 과도 복용 피해자의 중독 진단을 확인하기 위해 혈장 또는 혈청에서 검출할 수 있다.

## 연혁
1970년대 중반에 아시클로버가 발견되었다. 단순 헤르페스 대상포진(帶狀疱疹) 바이러스, 수두 바이러스, 사이토메갈로바이러스 등의 헤르페스 바이러스군에 대해서 항바이러스제로 효과적인 약물로써 사용되었다. Robert Vince와 Howard Schaeffer, S. Bittner, S. Gurwara가 항바이러스 활성을 나타내는 아데노신 유사체 연구 중에 공동으로 발견했다. 이후에 Schaeffer는 거트루드 B. 엘리언과 같이 아시클로버를 연구하면서 발전시켰다. 1979년 미국 특허가 취득되었다. 거트루드 B. 엘리언은 1988년도에 노벨상을 수상하는데, 아시클로버의 연구 공적도 일부 반영이 되었다.
1995년 흡수 후 체내에서 아시클로버로 전환되는 전구약물인 발아시클로버가 사용되었다.

## 부작용 및 주의사항
일반적인 부작용으로 메스꺼움과 설사가 있다. 잠재적으로 심각한 부작용으로 신장 문제나 혈소판 감소 문제가 발생할 수 있다. 간이나 신장 기능이 약한 사람은 더 세심한 주의를 기울여 사용해야 한다. 일반적으로 임신부에게 부작용이 없는 것으로 알려져 있다. 모유 수유 중에 투약도 안전한 것으로 알려져 있다.